# Story Tweedie-Yates
Story Tweedie-Yates (* 2. Mai 1983) ist eine ehemalige US-amerikanische Tennisspielerin.

## Karriere
Tweedie-Yates, die in Redmond im US-Bundesstaat Washington aufwuchs, studierte von 2001 bis 2005 Psychologie an der Stanford University. Danach konzentrierte sie sich auf eine Karriere als Tennisspielerin.
Insgesamt gewann sie auf ITF-Turnieren zwei Einzel- und acht Doppeltitel. Im August 2011 zog sie sich vom Profisport zurück.

## Turniersiege

### Einzel
| Nr. | Datum              | Turnier   | Kategorie   | Belag     | Finalgegnerin           | Ergebnis      |
| --- | ------------------ | --------- | ----------- | --------- | ----------------------- | ------------- |
| 1.  | 19. September 2004 | Matamoros | ITF $10.000 | Hartplatz | Melissa Torres-Sandoval | 3:6, 6:2, 6:3 |
| 2.  | 9. September 2006  | Caracas   | ITF $10.000 | Hartplatz | Mariana Duque Mariño    | 6:3, 6:3      |

### Doppel
| Nr. | Datum             | Turnier       | Kategorie   | Belag     | Partnerin          | Finalgegnerinnen                               | Ergebnis           |
| --- | ----------------- | ------------- | ----------- | --------- | ------------------ | ---------------------------------------------- | ------------------ |
| 1.  | 23. Juli 2006     | Hamilton      | ITF $25.000 | Sand      | Nicole Kriz        | Soledad Esperón Aleksandra Wozniak             | 6:4, 6:1           |
| 2.  | 6. August 2006    | Vancouver     | ITF $25.000 | Hartplatz | Nicole Kriz        | Jennifer Magley Courtney Nagle                 | 7:5, 6:3           |
| 3.  | 9. September 2006 | Caracas       | ITF $10.000 | Hartplatz | Jodi Kenoyer       | Karen Castiblanco Mariana Muci Torres          | 6:1, 6:1           |
| 4.  | 1. Juni 2008      | Carson        | ITF $50.000 | Hartplatz | Romana Tedjakusuma | Kimberly Couts Anna Tatischwili                | 7:610, 4:6, [10:7] |
| 5.  | 28. Juni 2008     | Getxo         | ITF $25.000 | Sand      | Julie Coin         | Estrella Cabeza Candela Sara del Barrio Aragon | 6:3, 6:1           |
| 6.  | 13. Juli 2008     | Valladolid    | ITF $25.000 | Hartplatz | Heidi El Tabakh    | Stefania Boffa Anna Fitzpatrick                | 6:2, 6:4           |
| 7.  | 19. April 2009    | Osprey        | ITF $25.000 | Sand      | Lindsay Lee-Waters | Heidi El Tabakh Melanie Klaffner               | 6:3, 6:75, [12:10] |
| 8.  | 3. Oktober 2010   | Amelia Island | ITF $10.000 | Sand      | Elizabeth Lumpkin  | Alexandra Haney Kendal Woodard                 | 7:5, 6:4           |